# اس‌ام یوسی-۵۸
اس‌ام یوسی-۵۸ (به انگلیسی: SM UC-58) یک زیردریایی بود که طول آن ۱۶۵ فوت ۹ اینچ (۵۰٫۵۲ متر) بود. این زیردریایی در سال ۱۹۱۶ ساخته شد.